# Transferencia de electrones acoplados a protones
Una transferencia de electrones acoplados a protones (PCET) es una reacción química que implica la transferencia de electrones y protones. El término fue originalmente acuñado para protones individuales, procesos de electrones individuales concertados, pero la definición se ha relajado para incluir muchos procesos relacionados. Las reacciones que implican el cambio concertado de un solo electrón y un solo protón a menudo se denominan transferencia de protón-electrón concertada o CPET.
En PCET, el protón y el electrón (i) comienzan desde diferentes orbitales y (ii) se transfieren a diferentes orbitales.  Se transfieren en un paso elemental concertado.  El CPET contrasta con los mecanismos escalonados en los que el electrón y el protón se transfieren secuencialmente. 
ET
[HX] + [M] → [HX] + + [M] -
PT
[HX] + [M] → [X] - + [HM] +
CPET
[HX] + [M] → [X] + [HM]

## Ejemplos
Se piensa que el PCET es generalizado en las reacciones redox que parecen ser hidrogenaciones y deshidrogenaciones netas. Entre los ejemplos relevantes se incluyen la oxidación del agua en la fotosíntesis , la fijación de nitrógeno y la reducción de oxígeno en muchas vías respiratorias. Los químicos inorgánicos a menudo estudian reacciones simples para probar este mecanismo, un ejemplo es la constitución de un aquo Ru (II) y un reactivo oxo Ru (IV): cis - [( bipy )2 (py) Ru IV (O)]2+ + cis - [(bipy) 2 (py) Ru II (OH2)] 2+ → 2 cis - [(bipy)2 (py) RuIII (OH)]2+ PCET también suele invocarse en reacciones electroquímicas donde la reducción se acopla a la protonación o donde la oxidación se acopla a la desprotonación.

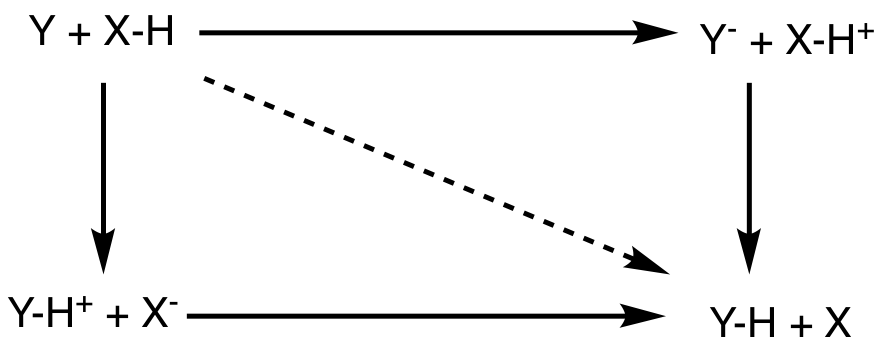
El "esquema cuadrado" se usa para discutir la transferencia de electrones vs la transferencia discreta de PCET (diagonal).

Aunque es relativamente sencillo demostrar que el electrón y el protón comienzan y terminan en diferentes orbitales, es más difícil probar que no se mueven secuencialmente.  Las vías secuenciales generales son más altas en energía que las vías concertadas. La principal evidencia de que existe PCET es que una serie de reacciones ocurren más rápido de lo esperado para las vías secuenciales. En el mecanismo de transferencia de electrones inicial (ET), el evento redox inicial tiene una barrera termodinámica mínima asociada con el primer paso.  De manera similar, el mecanismo de transferencia de protones inicial (PT) tiene una barrera mínima asociada con los protones iniciales pKa. También se consideran las variaciones sobre estas barreras mínimas. El hallazgo importante es que hay una serie de reacciones con tasas superiores a las que permitirían estas barreras mínimas. Esto sugiere un tercer mecanismo más bajo en energía; el PCET concertado ha sido ofrecido como este tercer mecanismo. Esta afirmación también ha sido apoyada por la observación de efectos de isótopos cinéticos inusualmente grandes (KIE). 
Un método típico para establecer la ruta de PCET es mostrar que las rutas de ET y PT individuales funcionan con una energía de activación más alta que la ruta concertada.
En algunas publicaciones, la definición de PCET se ha ampliado para incluir los mecanismos secuenciales enumerados anteriormente. Esta confusión en la definición de PCET ha llevado a la propuesta de nombres alternativos que incluyen la transferencia de electrones y la transferencia de protones (ETPT), la transferencia de electrones y protones (EPT) y la transferencia concertada de protones y electrones (CPET). 
También es distinta la transferencia de átomos de hidrógeno (HAT), en la que el protón y el electrón comienzan en los mismos orbitales y se mueven juntos hacia el orbital final.  La HAT se reconoce como una vía radical , aunque la estequiometría es similar a la del PCET. 